# Born This Way: The Collection
Born This Way: The Collection é o primeiro box set lançado pela cantora e compositora norte-americana Lady Gaga. Essencialmente, é uma compilação que reúne três discos: o DVD Lady Gaga Presents the Monster Ball Tour: At Madison Square Garden; o primeiro disco da versão especial do segundo álbum de estúdio da artista, Born This Way (2011); e ainda o álbum Born This Way: The Remix, que consiste em remixes de músicas do segundo trabalho de estúdio de Gaga. Lançado a 18 de Novembro de 2011 sob distribuição da editora discográfica Interscope Records, foi recebido com opiniões positivas pela crítica especialista em música contemporânea. Todavia, não conseguiu alcançar um desempenho comercial favorável: na Coreia do Sul atingiu a posição 18, na Grécia a 49, e na Itália alcançou apenas o número 98 da tabela musical no país. O box set não recebeu nenhum certificado de vendas por nenhuma associação.

## Antecedentes e lançamento
Em Março de 2010, em entrevista à MTV do Reino Unido, Gaga afirmou que havia começado a trabalhar no seu segundo álbum de estúdio e que já havia terminado de escrever o tema central do mesmo. Três meses depois, em entrevista à Rolling Stone, afirmou que o seu projecto tinha sido concluído, mas não seria lançado até 2011. Inicialmente, a cantora disse que anunciaria o nome do disco no fim do ano, no entanto, a intérprete voltou atrás quando a 12 de Setembro de 2010, durante a cerimónia dos MTV Video Music Awards, Gaga recebeu o prémio de "Melhor Vídeo do Ano" por "Bad Romance", tendo de seguida anunciado o nome do seu segundo álbum de estúdio: Born This Way. Após o seu lançamento, trabalho foi um sucesso de crítica e também teve um desempenho comercial bastante favorável, tendo estreado no topo da tabela musical Billboard 200 com mais de um milhão de unidades vendidas apenas na sua primeira semana de comercialização nos Estados Unidos, onde vendeu mais de dois milhões de cópias e consequentemente recebeu o certificado de disco de platina por duas vezes pela Recording Industry Association of America.
Em Outubro de 2011, a artista anunciou planos de lançar um box set intitulado Born This Way: The Collection, e também um álbum de remixes intitulado Born This Way: The Remix. Este último foi lançado como parte do primeiro, que é essencialmente uma edição especial que inclui ainda a versão de dezassete faixas do segundo álbum de estúdio de Gaga, e também o DVD Lady Gaga Presents the Monster Ball Tour: At Madison Square Garden (2011), que é um concerto especial da digressão The Monster Ball Tour que decorreu no Madison Square Garden em Nova Iorque e foi transmitido pelo canal por assinatura norte-americano HBO. Juntamente com o box set, a intérprete expressou interesse em lançar um livro com o nome Lady Gaga x Terry Richardson, que iria conter imagens que foram tiradas durante a digressão. A capa do álbum foi lançada a 21 de Outubro de 2011. A imagem mostra a cantora em um vestido feito de lodo pelo desenhador Bart Hess, um chapéu Perspex feito por Charlie Le Mindu, e saltos por Alexander McQueen. A roupa tem semelhanças com a usada no vídeo musical do quarto single de Born This Way, "Yoü and I" (2011). O fotógrafo Nick Knight, que dirigiu o teledisco para a canção "Born This Way" (2011), é que foi o responsável por registar as fotografias, que eram inicialmente uma das imagens descartadas das sessões fotográficas para Born This Way, que foi mais tarde retocada e ré-usada como a capa do box set. Novos encartes também foram disponibilizados juntamente com os normais e o box inteiro estava dentro de um digipak.
Born This Way: The Collection, bem como Born This Way: The Remix, foram lançados primeiramente em território europeu a 18 de Novembro de 2011, e três dias depois para o resto do mundo.

## Repercussão
Stephen Thomas Erlewine, resenhista para o sítio musical Allmusic, atribuiu ao álbum três estrelas e meia a partir de uma escala de cinco após fazer uma avaliação crítica favorável, afirmando que Born This Way: The Collection é "para qualquer fã da cantora que de alguma forma não conseguiu comprar uma ou todas as partes do conjunto ao longo do caminho, esta é uma maneira conveniente de agarrar tudo isso de uma vez". Foi criado um concurso no blogue Idolator para que um fã pudesse ter a oportunidade de ganhar o conjunto, através de publicar um tweet sobre o lançamento do mesmo e mandar uma e-mail para a página online.

## Alinhamento de faixas
O primeiro disco é um álbum de vídeo que contém a apresentação de Gaga durante a paragem da The Monster Ball Tour no Madison Square Garden, Nova Iorque, onde ela inclusive cantou pela primeira vez a música "Born This Way", que foi mais tarde lançado como o primeiro single do álbum de mesmo nome e está inclusa no disco como a vigésima faixa. O segundo disco é constituído pelas faixas do primeiro disco da versão especial de Born This Way, que consiste em dezassete faixas, das quais três não fizeram parte da versão padrão do disco: "Black Jesus + Amen Fashion", "Fashion of His Love" e "The Queen", que ocupam a nona, a décima primeira e a décima quinta posições, respectivamente. O terceiro disco é Born This Way: The Remix, que foi lançado no mesmo dia que o box set e consiste em quatorze remixes de músicas de Born This Way, das quais apenas sete eram inéditas.
| Lady Gaga Presents the Monster Ball Tour: At Madison Square Garden |                                 |         |  |
| N.º                                                                | Título                          | Duração |  |
| 1.                                                                 | "Intro"                         | 4:32    |  |
| 2.                                                                 | "Dance in the Dark"             | 2:36    |  |
| 3.                                                                 | "Glitter & Grease"              | 2:36    |  |
| 4.                                                                 | "Just Dance"                    | 4:22    |  |
| 5.                                                                 | "Beautiful, Dirty, Rich"        | 4:20    |  |
| 6.                                                                 | "The Fame"                      | 4:15    |  |
| 7.                                                                 | "LoveGame"                      | 10:41   |  |
| 8.                                                                 | "Boys Boys Boys"                | 3:17    |  |
| 9.                                                                 | "Money Honey"                   | 3:16    |  |
| 10.                                                                | "Telephone"                     | 6:34    |  |
| 11.                                                                | "Speechless"                    | 6:16    |  |
| 12.                                                                | "Yoü and I"                     | 9:24    |  |
| 13.                                                                | "So Happy I Could Die"          | 4:43    |  |
| 14.                                                                | "Monster"                       | 6:37    |  |
| 15.                                                                | "Teeth"                         | 9:41    |  |
| 16.                                                                | "Alejandro"                     | 5:24    |  |
| 17.                                                                | "Poker Face"                    | 3:57    |  |
| 18.                                                                | "Paparazzi"                     | 6:30    |  |
| 19.                                                                | "Bad Romance"                   | 6:22    |  |
| 20.                                                                | "Born This Way"                 | 9:07    |  |
| 21.                                                                | "Born This Way" (a cappella)    | 3:16    |  |
| 22.                                                                | "Backstage at the Monster Ball" | 12:50   |  |
| 23.                                                                | "Photo Gallery"                 |         |  |
| Duração total:                                                     | Duração total:                  | 114:00  |  |

| Edição especial de Born This Way (Disco I) |                                  |                                                 |                                                |         |  |
| N.º                                        | Título                           | Compositor(es)                                  | Produtor(es)                                   | Duração |  |
| 1.                                         | "Marry the Night"                | Stefani Germanotta, Fernando Garibay            | Lady Gaga, Fernando Garibay                    | 4:24    |  |
| 2.                                         | "Born This Way"                  | S. Germanotta, Jeppe Laursen                    | L. Gaga, Jeppe Laursen, F. Garibay, Paul Blair | 4:20    |  |
| 3.                                         | "Government Hooker"              | S. Germanotta, F. Garibay, Paul Blair           | L. Gaga, P. Blair, F. Garibay, DJ Snake        | 4:14    |  |
| 4.                                         | "Judas"                          | S. Germanotta, Nadir Khayat                     | L. Gaga, RedOne                                | 4:10    |  |
| 5.                                         | "Americano"                      | S. Germanotta, F. Garibay, P. Blair             | L. Gaga, F. Garibay, P. Blair                  | 4:06    |  |
| 6.                                         | "Hair"                           | S. Germanotta, N. Khayat                        | L. Gaga, RedOne                                | 5:08    |  |
| 7.                                         | "Scheiße"                        | S. Germanotta, N. Khayat                        | L. Gaga, RedOne                                | 3:45    |  |
| 8.                                         | "Bloody Mary"                    | S. Germanotta, F. Garibay, P. Blair             | L. Gaga, P. Blair, F. Garibay, Clinton Sparks  | 4:04    |  |
| 9.                                         | "Black Jesus + Amen Fashion"     | S. Germanotta, P. Blair                         | L. Gaga, P. Blair                              | 3:36    |  |
| 10.                                        | "Bad Kids"                       | S. Germanotta, J. Laursen, F. Garibay, P. Blair | L. Gaga, J. Laursen, F. Garibay, P. Blair      | 3:50    |  |
| 11.                                        | "Fashion of His Love"            | S. Germanotta, F. Garibay                       | L. Gaga, F. Garibay                            | 3:39    |  |
| 12.                                        | "Highway Unicorn (Road to Love)" | S. Germanotta, N. Khayat, F. Garibay, P. Blair  | L. Gaga, RedOne, F. Garibay, P. Blair          | 4:15    |  |
| 13.                                        | "Heavy Metal Lover"              | S. Germanotta, F. Garibay                       | L. Gaga, F. Garibay                            | 4:12    |  |
| 14.                                        | "Electric Chapel"                | S. Germanotta, P. Blair                         | L. Gaga, P. Blair                              | 4:12    |  |
| 15.                                        | "The Queen"                      | S. Germanotta, F. Garibay                       | L. Gaga, F. Garibay                            | 5:16    |  |
| 16.                                        | "Yoü and I"                      | S. Germanotta                                   | L. Gaga, Mutt Lange                            | 5:07    |  |
| 17.                                        | "The Edge of Glory"              | S. Germanotta, F. Garibay, P. Blair             | L. Gaga, F. Garibay                            | 5:20    |  |
| Duração total:                             | Duração total:                   | Duração total:                                  | Duração total:                                 | 73:39   |  |

| Born This Way: The Remix |                                                    |                                               |                      |         |  |
| N.º                      | Título                                             | Compositor(es)                                | Remixador(es)        | Duração |  |
| 1.                       | "Born This Way" (Zedd Remix)                       | S. Germanotta, J. Laursen                     | Zedd                 | 6:30    |  |
| 2.                       | "Judas" (Goldfrapp Remix)                          | S. Germanotta, N. Khayat                      | Goldfrapp            | 4:41    |  |
| 3.                       | "The Edge of Glory" (Foster the People Remix)      | S. Germanotta, F. Garibay, P. Blair           | Foster the People    | 6:10    |  |
| 4.                       | "Yoü and I" (Wild Beasts Remix)                    | S. Germanotta                                 | Wild Beasts          | 3:51    |  |
| 5.                       | "Marry the Night" (The Weeknd & Ilangelo Remix)    | S. Germanotta, F. Garibay                     | The Weeknd, Ilangelo | 4:04    |  |
| 6.                       | "Black Jesus † Amen Fashion" (Michael Woods Remix) | S. Germanotta, F. Garibay, P. Blair, C. Alara | Michael Woods        | 6:10    |  |
| 7.                       | "Bloody Mary" (The Horrors Remix)                  | S. Germanotta, F. Garibay, P. Blair           | The Horrors          | 5:18    |  |
| 8.                       | "Scheiße" (Guéna LG Remix)                         | S. Germanotta, N. Khayat                      | Guéna LG             | 5:44    |  |
| 9.                       | "Americano" (Gregori Klosman Remix)                | S. Germanotta, F. Garibay                     | Gregori Klosman      | 6:07    |  |
| 10.                      | "Electric Chapel" (Two Door Cinema Club Remix)     | S. Germanotta, P. Blair                       | Two Door Cinema Club | 3:59    |  |
| 11.                      | "Yoü and I" (Metronomy Remix)                      | S. Germanotta                                 | Metronomy            | 4:19    |  |
| 12.                      | "Judas" (Hurts Remix)                              | S. Germanotta, N. Khayat                      | Hurts                | 3:56    |  |
| 13.                      | "Born This Way" (Twin Shadow Remix)                | S. Germanotta, J. Laursen                     | Twin Shadow          | 4:05    |  |
| 14.                      | "The Edge of Glory" (Sultan & Ned Shepard Remix)   | S. Germanotta, F. Garibay, P. Blair           | Sultan & Ned Shepard | 6:34    |  |
| Duração total:           | Duração total:                                     | Duração total:                                | Duração total:       | 71:24   |  |

## Desempenho nas tabela musicais
Born This Way: The Collection estreou na tabela de álbuns grega no número 67, de acordo com a emissão publicada a 16 de Dezembro de 2011. Na semana seguinte, subiu dezoito posições, alcançando o 49.° lugar. Na Coreia do Sul, estrou no número dezoito na tabela musical de álbuns internacionais na semana de 3 de Dezembro de 2011, tendo abandonado a tabela na semana seguinte.
| País — Tabela musical (2011)                              | Posição de pico |
| --------------------------------------------------------- | --------------- |
| Coreia do Sul — International Music Chart (Gaon)          | 18              |
| Grécia — Federação Internacional da Indústria Fonográfica | 49              |
| Itália — Federazione Industria Musicale Italiana          | 98              |

## Histórico de lançamento
Born This Way: The Collection foi primeiramente lançado a 18 de Novembro de 2011 na Alemanha. Apenas três dias depois é que recebeu lançamento em outros mercados musicais, incluindo os Estados Unidos e o Japão. A partir de 29 de Novembro do mesmo ano, começou a ser distribuída a edição deluxe do álbum no Japão e na América do Norte.
| Região         | Data                   | Formato | Editora discográfica                                         | Edição |
| -------------- | ---------------------- | ------- | ------------------------------------------------------------ | ------ |
| Alemanha       | 18 de Novembro de 2011 | CD+DVD  | Universal Music Group                                        | Padrão |
| Canadá         | 21 de Novembro de 2011 | CD+DVD  | Universal Music Group                                        | Padrão |
| Reino Unido    | 21 de Novembro de 2011 | CD+DVD  | Polydor Records                                              | Padrão |
| Japão          | 21 de Novembro de 2011 | CD+DVD  | Streamline Records, Interscope Records, KonLive Distribution | Padrão |
| Reino Unido    | 21 de Novembro de 2011 | CD+DVD  | Streamline Records, Interscope Records, KonLive Distribution | Padrão |
| Estados Unidos | 21 de Novembro de 2011 | CD+DVD  | Streamline Records, Interscope Records, KonLive Distribution | Padrão |
| Canadá         | 29 de Novembro de 2011 | CD+DVD  | Streamline Records, Interscope Records, KonLive Distribution | Deluxe |
| Japão          | 29 de Novembro de 2011 | CD+DVD  | Polydor Records                                              | Deluxe |
| Estados Unidos | 27 de Dezembro de 2011 | CD+DVD  | 101 Distribution                                             | Deluxe |